# Мухати
Мухати (груз. მუხათი) — село в Грузии, на территории Тетрицкаройского муниципалитета края (мхаре) Квемо-Картли.

## География
Село находится в юго-восточной части Грузии, на расстоянии приблизительно 22 километров (по прямой) к востоко-северо-востоку от города Тетри-Цкаро, административного центра муниципалитета. Абсолютная высота — 603 метра над уровнем моря.

## Население
По результатам официальной переписи населения 2014 года в Мухати проживало 524 человека (263 мужчины и 261 женщина). В национальной структуре населения грузины составляли 99 %.
| Год  | Население, человек |
| ---- | ------------------ |
| 2002 | 976                |
| 2014 | ↘ 524              |